# Uzyn
Uzyn (em ucraniano:  Узин) é uma cidade da Ucrânia, situada no Oblast de Kiev. Tem 80 km² de área e sua população em 2020 foi estimada em 11.998 habitantes.